# 西山街道 (阜新市)
西山街道，是中华人民共和国辽宁省阜新市海州区下辖的一个乡镇级行政单位。

## 行政区划
西山街道下辖以下地区：
西山社区、开源社区、院东社区、滨河社区、双跃社区、康乐园社区、群力社区和实验社区。